# Элбакян, Эдгар Георгиевич
Эдгар Георгиевич Элбакян (1927—1988) — армянский советский актёр театра и кино. Народный артист Армянской ССР (1978).

## Биография
Эдгар Элбакян родился в 1928 году в городе Тбилиси в семье учителя.
В 1946 году после окончания средней школы, переехал в Ереван и поступил на актёрский факультет театрального института, который с успехом окончил в 1950 году. В том же году пошёл работать в театр юного зрителя. В те годы им сыграны много значительных ролей: Павел Корчагин — «Как закалялась сталь», Хлестаков — «Ревизор», Кардинал Ришельё — «Три мушкетёра».
В 1962 году Элбакян был приглашён в Государственный академический театр им. Г. Сундукяна, где созданные им образы Гико — «Пепо», Тарелкина — «Судебное дело», Пайлака (судья) — «Багдасар разводится с женой» вошли в галерею непреходящих ценностей армянского сценического искусства.
Сценическое мастерство Эдгара Элбакяна заслужило самую высокую оценку как со стороны широкой общественности, так и со стороны работников искусства.
В 1978 году он был удостоен звания народного артиста АрмССР, а в 1979 — был удостоен Гос. премии АрмССР.
Эдгар Элбакян был широко известен и популярен как в Армении так и за её пределами. Роли сыгранные им, заслуживали внимания прежде всего остротой воплощения образа, реалистичной трактовкой многожанровостью исполнения драматических, комических, характерных героев.

## Фильмография
1. 1954 — Мелочь — член комиссии
2. 1963 — Огонь
3. 1970 — У колодца
4. 1973 — Аршак
5. 1974 — Односельчане
6. 1975 — Когда наступает сентябрь — Лаэрт
7. 1976 — Багдасар разводится с женой
8. 1976 — Рождение
9. 1977 — Поклонись наступившему дню
10. 1978 — Звезда надежды — Пхиндз Артин

## Дубляж (на армянский)
- 1971 — «Рустам и Сухраб» — див Тулад

## Премии и награды
- Заслуженный артист Армянской ССР (26.04.1961).
- Народный артист Армянской ССР (1978).
- Лауреат Всесоюзного Фестиваля (1977).
- Государственная премия Армянской ССР (1979).
- Медали.